# Вектор (научный центр)
Федеральное бюджетное учреждение науки «Государственный научный центр вирусологии и биотехнологии „Вектор“» Роспотребнадзора (ГНЦ ВБ «Ве́ктор») — один из крупнейших научных вирусологических и биотехнологических центров России, расположенный в наукограде Кольцово Новосибирской области, в нескольких километрах от Новосибирска. Градообразующее предприятие, вокруг которого появился рабочий посёлок Кольцово, имеющий с 2003 по 2025 год статус наукограда.
В ГНЦ ВБ «Вектор» проводятся фундаментальные научно-исследовательские работы в области эпидемиологии, молекулярной биологии, вирусологии, бактериологии, генной инженерии, биотехнологии, экологии и биологической безопасности. Центр располагает одной из самых полных в мире коллекций вирусов, среди которых лихорадка Эбола и Марбург, вирус тяжелого острого респираторного синдрома (SARS), натуральной оспы и других.
В состав Центра входит филиал — Институт медицинской биотехнологии, расположенный в Бердске, бывший НИКТИ БАВ, включённый в начале 1985 года в состав созданного НПО «Вектор».

## История
В 1974 году был образован Всесоюзный научно-исследовательский институт молекулярной биологии (ВНИИ МБ). На его базе в 1985 году было создано научно-производственное объединение «Вектор-м» (НПО «Вектор») под руководством Л. С. Сандахчиева. По сведениям американского журналиста и писателя Д. Хоффмана, бывшего руководителя московского бюро газеты Washington Post, главной задачей объединения была разработка наступательного биологического оружия в нарушение международной конвенции о запрещении биологического и токсинного оружия, которую СССР подписал в 1972 году. Строительство лабораторных корпусов и подготовка к работе НПО «Вектор» были начаты в середине 1970-х, задолго до официально объявленной даты основания объединения. Л. С. Сандахчиев отрицал причастность «Вектора» к созданию биологического оружия. В 1999 году начальник управления по биологической защите Министерства обороны России В. Евстигнеев подтвердил версию Хоффмана, сделав заявление о том, что в начале своей деятельности НПО «Вектор» занимался разработкой средств защиты от патогенной начинки биологического вооружения потенциального противника, однако в конце 1980-х объединение начали рассматривать как «промышленную базу для производства наступательных биологических препаратов». Предполагалось, что разработанные «Вектором» штаммы оспы, туляремии, чумы, сибирской язвы, Марбурга и Эболы будут помещаться в боеголовки наступательных вооружений. В апреле 1988 года заразился и скончался Николай Устинов, руководитель лаборатории по работе с вирусом Марбург. Работы, связанные с военным применением вирусов, были свернуты в 1992 году, вскоре после прекращения существования СССР.
В 1994 году НПО «Вектор» присвоен статус государственного научного центра Российской Федерации — ГНЦ вирусологии и биотехнологии «Вектор» (ГНЦ ВБ «Вектор»).
В 1997 году на базе ГНЦ ВБ «Вектор» создан один из двух имеющихся в мире сотрудничающих центров ВОЗ по диагностике ортопоксвирусных инфекций и музея штаммов и ДНК вируса оспы. Единственная в России лаборатория, занимавшаяся вирусами Эболы и Марбурга, была ликвидирована в 2004 году, а её руководитель А. Чепурнов уволен. В начала 2005 года в Центре в составе отдела зоонозных инфекций и гриппа организована лаборатория по изучению вируса птичьего гриппа. В ходе объявленной ВОЗ в 2009 году пандемии гриппа H5N1 ГНЦ ВБ был назначен в качестве одного из центров, ответственных за борьбу с пандемией на территории РФ.
По состоянию на 2014 год, центр занимается разработкой методов профилактики, диагностики и лечения инфекционных заболеваний, разработкой средств противодействия инфекционным патогенам.
15 января 2020 году к ФБУН «ГНЦБ „Вектор“» был присоединён ФБУН «Екатеринбургский научно-исследовательский институт вирусных инфекций».
30 ноября 2020 года стало известно, что центр работает над созданием ещё трёх вакцин от коронавируса, помимо «ЭпиВакКороны».
26 августа 2021 года Минздрав зарегистрировал вторую вакцину «Вектора» (и пятую одобренную на тот момент в России) — «ЭпиВакКорона-Н».
В сентябре 2021 года «Вектор» представил первую в России тест-систему диагностики методом ПЦР начавшего широкое распространение в мире вируса Нипах.

### ЭпиВакКорона
Центр вёл работу со штаммами новой коронавирусной инфекции COVID-19, их изучение шло с момента её появления. Ещё до глобализации и массового распространения коронавируса в России к 29 января 2020 года центр разработал, а 14 февраля зарегистрировал тест-систему на выявление РНК коронавируса COVID-19 методом ПЦР. Параллельно шла работа над вакциной, способной защитить организм человека от поражения вирусом. 17 марта центр начал проводить её тестирование на животных. 13 октября 2020 года вакцина «ЭпиВакКорона» («ЭПИтопная ВАКцина против КОРОНАвирусной инфекции») была зарегистрирована в России.
Изготовлением доз занималось ООО «Эпивак» под руководством индивидуального предпринимателя Рыжикова Е.А. (сына сотрудника «Вектора» и одного из создателей вакцины Александра Рыжикова).
С апреля 2021 года вакцина начала массово поставляться в российские регионы. Также для оценки наличия антител после вакцинации «ЭпиВакКороной» центром «Вектор» была разработана специальная тест-система (стандартные тесты не определяют наличие антител к коронавирусу после «ЭпиВакКороны»). Тест-система была зарегистрирована в мае 2021 года, после чего поступила в гражданский оборот.
Эффективность вакцины подвергается критике рядом специалистов.
Доктор медицинских наук, профессор НИЦ эпидемиологии и микробиологии им. Гамалеи (центра, создавшего вакцину «Спутник V»), вирусолог Анатолий Альтштейн считает, что «ЭпиВакКорона» не вызывает образование антител, которые могут защищать от вируса, что, по его мнению, является «совершенно доказанным» фактом. Учёный считает, что регистрация вакцины и даже запуск третьей фазы клинических испытаний были ошибкой, так как в отсутствие антител к S-белку коронавируса (нейтрализующих антител) вакцина не может быть эффективна. В феврале 2022 года учёный выразил мнение, что заключения, опубликованные после испытаний «ЭпиВакКороны», были ложными, а сторонние эксперты позже доказали неэффективность этой вакцины.
Схожее мнение высказал доктор биологических наук, заведующий лабораторией пролиферации клеток Института молекулярной биологии имени В. А. Энгельгардта, член-корреспондент РАН Пётр Чумаков: «„ЭпивакКорону“ я считаю в целом бесполезной, она не даёт защиту, после неё в организме не вырабатываются защитные антитела». Учёный отметил, что, несмотря на заявления создателей «ЭпиВакКороны», на октябрь 2021 года нет никаких данных, подтверждающих работоспособность этой вакцины, а независимые исследования показывают, что она не работает.
Руководитель научного центра молекулярно-генетических исследований «ДНКОМ» Андрей Исаев также обращает внимание, что после прививки «ЭпиВакКороной» вирус-нейтрализующие антитела не обнаруживаются (в феврале 2021 года Исаев заявил, что у военных, привитых «ЭпиВакКороной», антитела не выявлялись ни одним из пяти реагентов разных производителей).

## Задачи
- исследование возбудителей наиболее опасных инфекционных заболеваний;
- обеспечение постоянной готовности к осуществлению диагностики новых вирусных инфекций;
- разработка и практическое внедрение средств диагностики, профилактики и лечения вирусных заболеваний;
- подготовка квалифицированных профессиональных научных кадров в области вирусологии, молекулярной биологии и биотехнологии.

## Достижения
- разработка и производство тест-систем для диагностики ВИЧ-инфекции и гепатита B (одни из первых в России);
- организация производства генно-инженерного интерферона-a-2 человека (впервые в России);
- разработка и внедрение в производство иммуностимулирующего препарата Ридостин, обладающего противовирусной активностью, в том числе против гриппа;
- разработка и внедрение единственной отечественной вакцины против вирусного гепатита A (совместно с Институтом полиомиелита и вирусных энцефалитов РАМН)[7];
- разработка прошедшей клинические испытания и регистрацию в Минздраве РФ вакцины против вируса лихорадки Эбола[41][42][43].
- разработка прошедшей по укороченной (до получения доказательств эффективности) процедуре регистрацию в Минздраве РФ вакцины против коронавирусной инфекции COVID-19[44] ЭпиВакКорона.

## Персонал
В ГНЦ ВБ «Вектор» работают квалифицированные специалисты в области вирусологии, молекулярной биологии, генной и клеточной инженерии, эпидемиологии и биотехнологии. Штатная численность центра — 1614 человек, из них 139 — доктора и кандидаты наук. В центре создана аспирантура для подготовки научных кадров. Вместе с тем, в центре ощущается постоянная нехватка высококвалифицированных кадров ввиду низкой заработной платы, а также недостатка рабочего материала: реагентов, средств диагностики и т. п. Аспиранты и молодые научные сотрудники «Вектора» по-прежнему выезжают за рубеж с целью работы по специальности, что также является одной из причин «кадрового голода».
В 2009-10 годы, после серии скандальных статей о коррупции и нецелевом расходовании бюджетных средств, в отставку с разницей примерно в один год были уволены или ушли по собственному желанию сразу несколько руководителей. В июле 2010 года в отставку по собственному желанию ушёл и директор Дроздов. В СМИ г. Новосибирска информацию об отставке Дроздова также связывают с финансовыми нарушениями руководства ГНЦ ВБ «Вектор», а также с неблагоприятной атмосферой в коллективе предприятия и с отношениями руководства ГНЦ с администрацией и предприятиями наукограда Кольцово.
В ГНЦ ВБ «Вектор» работают этический и биоэтический комитеты, созданные с целью защиты прав, интересов, достоинства и безопасности добровольцев, принимающих участие в биомедицинских исследованиях.

## Международное сотрудничество
ГНЦ ВБ «Вектор» в целях диагностики и мониторинга вирусов активно сотрудничает с Украиной, Казахстаном, Белоруссией, Узбекистаном, Таджикистаном и Азербайджаном. Центр проходит процедуру получения статуса Сотрудничающего центра ВОЗ по гриппу.
В состав ГНЦ ВБ «Вектор» входит Институт медицинской биотехнологии.

## Ликвидация запасов вируса оспы
ГНЦ ВБ «Вектор» — один из двух в мире непосредственных участников спорного процесса «Ликвидация оспы: уничтожение запасов вируса натуральной оспы»: по рекомендации Всемирной организации здравоохранения, инициированной Центрами по контролю и профилактике заболеваний (CDC) США и Государственным департаментом США, разработан проект (по состоянию на 2010 год — только проект) финансирования и практического/физического уничтожения запасов вируса натуральной оспы, официально имеющихся только в США (репозиторий на базе CDC) и России (репозиторий на базе ГНЦ ВБ «Вектор»). Спорным является вопрос того, почему необходимо уничтожать запасы, в то время как ВОЗ одновременно заявляет о необходимости дальнейшего изучения оспы. По состоянию на 2014 год коллекцию штаммов решили не уничтожать.

## Руководители
- 1982—2005 — Сандахчиев, Лев Степанович;
- 2005—2010 — Дроздов Илья Геннадьевич;
- 2010—2011 — Ставский Евгений Александрович (и. о.);
- 2011—2014 — Сергеев Александр Николаевич;
- 2014—2016 — Михеев Валерий Николаевич (и. о.);
- 2016—2023 — Максютов, Ринат Амирович;
- 2023 — н.в. — Агафонов Александр Петрович (врио).

## Известные сотрудники
- Л. С. Сандахчиев — академик РАН
- С. В. Нетёсов — член-корреспондент РАН

## Происшествия
- В апреле 1988 года руководитель лаборатории по работе с вирусом Марбург Николай Устинов заразился и скончался[49].
- 5 мая 2004 года лаборант Антонина Преснякова в результате несчастного случая инфицировалась вирусом Эбола[50]. Несмотря на лечение и помощь специалистов, скончалась через 2 недели после инцидента[51].
- 16 сентября 2019 года при ремонте в помещении санпропускника в лабораторном корпусе произошёл взрыв газового баллона с последующим возгоранием. Один человек был госпитализирован с ожогами[52][53][54]. По данным пресс-службы правительства РФ угрозы биологического заражения не возникло[55][56][57].